# Tychicus gaymardi
Tychicus gaymardi är en spindelart som beskrevs av Simon 1880. Tychicus gaymardi ingår i släktet Tychicus och familjen jättekrabbspindlar. Inga underarter finns listade i Catalogue of Life.